# Nizhnij Novgorod Raiders 52
I Nizhnij Novgorod Raiders 52 sono una squadra di football americano di Nižnij Novgorod, in Russia.

## Dettaglio stagioni

### Tornei nazionali

#### Campionato

##### Campionato russo/LAF
| Stagione | regular season | regular season | regular season | regular season | regular season | regular season | playoff | playoff | playoff | playoff | playoff | playoff              | playoff              |
|          | Vin            | Par            | Per            | Tot            | PF             | PS             | Vin     | Per     | Tot     | PF      | PS      | risultato            | avversaria           |
| -------- | -------------- | -------------- | -------------- | -------------- | -------------- | -------------- | ------- | ------- | ------- | ------- | ------- | -------------------- | -------------------- |
| 2014     | 3              | 0              | 2              | 5              | 94             | 87             | 1       | 1       | 2       | 42      | 35      | Semifinale           | Astrakhan Gladiators |
| 2015     | 3              | 0              | 1              | 4              | 68             | 59             | 0       | 1       | 1       | 13      | 33      | Playoff Girone Volga | Moscow Spartans      |
| 2016     | 4              | 0              | 0              | 4              | 149            | 20             | 2       | 1       | 3       | 56      | 49      | Semifinale           | Moscow Patriots      |
| Totale   | 7              | 0              | 1              | 8              | 217            | 79             | 2       | 2       | 4       | 69      | 82      |                      |                      |

Fonti: Enciclopedia del Football - A cura di Roberto Mezzetti

##### Pervaja Liga (secondo livello)
| Stagione | regular season | regular season | regular season | regular season | regular season | regular season | playoff | playoff | playoff | playoff | playoff | playoff      | playoff                                |
|          | Vin            | Par            | Per            | Tot            | PF             | PS             | Vin     | Per     | Tot     | PF      | PS      | risultato    | avversaria                             |
| -------- | -------------- | -------------- | -------------- | -------------- | -------------- | -------------- | ------- | ------- | ------- | ------- | ------- | ------------ | -------------------------------------- |
| 2021     | 4              | 0              | 2              | 6              | 143            | 81             | 1       | 1       | 2       | 50      | 51      | Terzo posto  | Novorossiysk Admirals/Stavropol Stones |
| 2022     | 3              | 0              | 1              | 4              | 88             | 57             | 0       | 2       | 2       | 28      | 53      | Quarto posto | Petrozavodsk Karelian Gunners          |
| Totale   | 7              | 0              | 3              | 10             | 231            | 138            | 1       | 3       | 4       | 78      | 104     |              |                                        |

Fonti: Enciclopedia del Football - A cura di Roberto Mezzetti

##### Pervaja Liga (terzo livello)
| Stagione | regular season | regular season | regular season | regular season | regular season | regular season | playoff | playoff | playoff | playoff | playoff | playoff   | playoff    |
|          | Vin            | Par            | Per            | Tot            | PF             | PS             | Vin     | Per     | Tot     | PF      | PS      | risultato | avversaria |
| -------- | -------------- | -------------- | -------------- | -------------- | -------------- | -------------- | ------- | ------- | ------- | ------- | ------- | --------- | ---------- |
| 2020     | 4              | 0              | 0              | 4              | 166            | 30             | -       | -       | -       | -       | -       | -         | -          |
| Totale   | 4              | 0              | 0              | 4              | 166            | 30             | -       | -       | -       | -       | -       |           |            |

Fonti: Enciclopedia del Football - A cura di Roberto Mezzetti

### Tornei locali

#### Campionato di football americano del Circondario federale del Volga
| Stagione | regular season | regular season | regular season | regular season | regular season | regular season | playoff | playoff | playoff | playoff | playoff | playoff       | playoff    |
|          | Vin            | Par            | Per            | Tot            | PF             | PS             | Vin     | Per     | Tot     | PF      | PS      | risultato     | avversaria |
| -------- | -------------- | -------------- | -------------- | -------------- | -------------- | -------------- | ------- | ------- | ------- | ------- | ------- | ------------- | ---------- |
| 2018     | 2              | 0              | 1              | 3              | 51             | 30             | -       | -       | -       | -       | -       | Secondo posto | -          |
| Totale   | 2              | 0              | 1              | 3              | 51             | 30             | -       | -       | -       | -       | -       |               |            |

Fonti: Enciclopedia del Football - A cura di Roberto Mezzetti

### Riepilogo fasi finali disputate
| Anno              | Luogo           | Evento           | Fase del torneo      | Incontro                                                             | Risultato |
| 30 agosto 2014    | Astrachan'      | Campionato russo | Semifinale           | Astrakhan Gladiators - Nizhnij Novgorod Raiders 52                   | 35 - 21   |
| 25 luglio 2015    | Nižnij Novgorod | Campionato russo | Playoff Girone Volga | Nizhnij Novgorod Raiders 52 - Moscow Spartans                        | 13 - 33   |
| 24 settembre 2016 | Zelenograd      | LAF              | Semifinale           | Moscow Patriots - Nizhnij Novgorod Raiders 52                        | 29 - 8    |
| 5 settembre 2021  | Zelenograd      | Pervaja Liga     | Finale 3º - 4º posto | Nizhnij Novgorod Raiders 52 - Novorossiysk Admirals/Stavropol Stones | 20 - 17   |
| 7 agosto 2022     | Odincovo        | Pervaja Liga     | Finale 3º - 4º posto | Nizhnij Novgorod Raiders 52 - Petrozavodsk Karelian Gunners          | 7 - 19    |